# Rudolf von Brudermann
Rudolf Nikolaus rytíř von Brudermann (od roku 1919 Rudolf Brudermann, 9. ledna 1851 Gyöngyös Uhersko – 15. nebo 21. ledna 1941 Kaltenleutgeben Rakousko) byl rakousko-uherský generál kavalérie během první světové války. Velel 3. rakousko-uherské armádě během bitvy o Halič.

## Životopis
Jeho rodiči byli generálmajor Rudolf Johann von Brudermann a jeho manželka Gisela von Barbaczy. Měl dva bratry, Antona (1847–1881) a Adolfa (1854–1945), a sestru Giselu Elisabeth (1852–1917). Jeho bratři se také věnovali vojenské kariéře. V roce 1878 se oženil s Marií Albine Jürgens. Manželé neměli žádné děti. Po první světové válce žil po zbytek života ve Vídní. Spolu s manželkou je pohřben na vídeňském ústředním hřbitově.

## Vojenská kariéra
Vojenský výcvik získal nejprve v kadetní škole v Hainburgu an der Donau.V letech 1865 až 1869 navštěvoval Tereziánskou vojenskou akademii ve Vídeňské Novém Městě. V roce 1869 byl jmenován poručíkem a byl přidělen k c. a k. hulánskému pluku č. 11. V roce 1874 byl povýšen na nadporučíka. Po absolvování válečné vysoké školy ve Vídni nastoupil do generálního štábu. V roce 1877 byl povýšen na kapitána. Na vlastní žádost byl v roce 1878 přeložen k rezervnímu hulánskému pluku č. 2 v hodnosti rytmistra I. třídy. V následujícím roce se vrátil do činné vojenské služby. V letech 1880 až 1884 působil jako instruktor v jezdecké kadetní škole v Hranicích na Moravě. V roce 1885 byl povýšen na majora, v roce 1888 na podplukovníka a v roce 1891 byl jmenován plukovníkem. V březnu 1895 obdržel Řád železné koruny třetí třídy. V březnu 1897 převzal Rudolf von Brudermann velení 15. jízdní brigády v Tarnopolu a 18. května 1897 byl povýšen na generálmajora. V letech 1900 až 1904 velel 7. jízdní divizi v Krakově. V roce 1901 mu byla udělena hodnost polního podmaršálka a v letech 1905–1906 byl velitelem 11. armádního sboru ve Lvově. V červenci 1906 byl pověřen funkci c. a k. generálního inspektora kavalérie a následně byl v roce 1907 povýšen do hodnosti generála kavalérie.
Rudolf von Brudermann byl nadšený velitel kavalérie, který neměl žádné válečné a bojové zkušenosti. Jeho vojenské zkušenosti se omezovaly na manévry a na teorii. Jako generální inspektor kavalérie byl odhodlán zachovat si taktiku a étos dřívější doby, přestože se způsob vedení války na přelomu 19. a 20. století změnil. Bránil jakékoliv modernizaci jezdectva, odmítal všechny nové zbraně, jako jsou kulomety. Kavalérii nedovolil nosit kamufláž, přestože zbytek armády ji používal na uniformy. Považoval použití maskování za neslučitelné s hrdinstvím. Náčelník generálního štábu Franz Conrad von Hötzendorf si přál jeho výměnu. Přesto byl v roce 1912 povýšen na inspektora celé armády.

### První světová válka
Dne 28. července 1914 vyhlásilo Rakousko-Uhersko válku Srbsku. Náčelník generálního štábu von Hötzendorf pověřil v srpnu 1914 Rudolfa von Brudermanna velením třetí armády ve východní Haliči podél hranice s Ruskem. V bitvě o Halič byla jeho 3. armáda pověřena obrannou Lvova, zatímco první a čtvrtá armáda přešla do útoku proti Rusům severněji. Jako velitel 3. armády se dostal do potíží se svými nadřízenými na vrchním velitelství armády. Jeho jednotky utrpěly několik porážek od ruské armády během bitvy u Komarówa ve dnech 26. až 30. srpna 1914, což mělo za následek obrovské ztráty mezi rakousko-uherskými jednotkami. Následně Rusové obsadili Lvov. Následovalo jeho odvolání z velení 3. armády. V roce 1915 odešel na vlastní žádost do výslužby.

## Ocenění a vyznamenání

### Rakousko-Uhersko
- Řád železné koruny – třetí třída (1895), první třída (1908)
- Rytířský velkokříž Řádu Leopolda (duben 1904)

### Zahraniční
- Řád Albrechtův – velkokříž (Saské království,1905)
- Královský řád Viktoriin – Rytířský velkokříž (Velká Británie,1908)
- Řád koruny (Württemberské království,1908)
- Řád meče (Švédsko, 1909)
- Řád červené orlice (Pruské království, 1909)